# Nacktsohlen-Rennmäuse
Nacktsohlen-Rennmäuse (Gerbilliscus) sind eine Gattung der Rennmäuse mit etwa zehn Arten, die in Afrika vorkommen. Gerbilliscus wurde früher als Untergattung der Gattung Tatera geführt. Neuere taxonomische Abhandlungen, wie Mammal Species of the World (2005), listen Gerbilliscus als eigenständige Gattung, so dass Tatera nur noch eine einzige Art enthält, die Indische Nacktsohlenrennmaus.

## Merkmale
Die Arten ähneln anderen Rennmäusen im Körperbau. Sie erreichen eine Kopf-Rumpf-Länge von 9 bis 20 cm und eine Schwanzlänge von 13 bis 25 cm. Das Gewicht variiert zwischen 30 und 227 g. Auf der Oberseite hat das weiche Fell eine sandbraune, graubraune bis schwarzbraune Farbe. Der Bauch und die Füße sind weißlich bis völlig weiß. Bei den meisten Arten kommt am Schwanzende eine Quaste aus langen Haaren vor. Namensgebend sind die haarlosen Sohlen der Hinterfüße.

## Arten, Verbreitung und Status
Laut Wilson & Reeder (2005) besteht die Gattung aus 11 Arten, die auf zwei Untergattungen aufgeteilt werden.
- Untergattung Gerbilliscus
  - Böhm-Nacktsohlenrennmaus (Gerbilliscus boehmi), vom Victoriasee bis zum zentralen Sambia.
- Untergattung Taterona
  - Kap-Nacktsohlenrennmaus (Gerbilliscus afra), südwestliches Südafrika.
  - Hochland-Nacktsohlenrennmaus (Gerbilliscus brantsii), südöstliches Angola bis östliches Südafrika.
  - Guinea-Nacktsohlenrennmaus (Gerbilliscus guineae), westliches Senegal bis nördliches Togo.
  - Gorongoza-Nacktsohlenrennmaus (Gerbilliscus inclusus), südliches Tansania bis zentrales Mosambik.
  - Kemps Nacktsohlenrennmaus (Gerbilliscus kempi), Guinea bis westliches Äthiopien und westliches Kenia.
  - Weißbauch-Nacktsohlenrennmaus (Gerbilliscus leucogaster), westliche Demokratische Republik Kongo bis zentrales Tansania und zentrales Südafrika.
  - Schwarzschwanz-Nacktsohlenrennmaus (Gerbilliscus nigricaudus), Kenia und angrenzende Regionen von Äthiopien, Somalia und Tansania.
  - Philips-Nacktsohlenrennmaus (Gerbilliscus phillipsi), westliches Äthiopien und nördliches Somalia.
  - Fransenschwanz-Nacktsohlenrennmaus (Gerbilliscus robustus), südöstliches Niger bis zentrales Sudan und zentrales Tansania.
  - Namib-Rennmaus (Gerbilliscus validus), Zentral-Sudan bis Angola und Sambia.

Die IUCN listet mit Gerbilliscus gambiana eine weitere Art zur Gattung. Diese wird bei Wilson & Reeder (2005) und bei Kingdon (2013) als Synonym von Kemps Nacktsohlenrennmaus betrachtet. Alle 12 Arten werden als nicht gefährdet (Least Concern) eingestuft.

## Lebensweise
Nacktsohlen-Rennmäuse halten sich vorwiegend in trockenen Habitaten wie Savannen, Sandflächen, offenen Baumbeständen, Landwirtschaftsflächen und Gärten auf. Sie sind meist nacht- oder dämmerungsaktiv und bewegen sich laufend auf vier Füßen. Bei Gefahr können sie bis 1,5 Meter weit springen. Für kurze Ruhephasen graben die einzelnen Exemplare einfache Erdlöcher und für längere Aufenthalte bauen sie mehr oder weniger komplexe Tunnelsysteme. Dort verbleiben sie bei starker Hitze oder Kälte. Nacktsohlen-Rennmäuse fressen Wurzeln, Samen und grüne Pflanzenteile sowie einige Insekten.
Das Fortpflanzungsverhalten ist weitgehend unerforscht. Laut unterschiedlichen Studien sind Weibchen ganzjährig oder nur in der Regenzeit paarungsbereit. Nach 22 bis 30 Tagen Trächtigkeit werden bis zu 13 Jungtiere geboren.

## Referenzliteratur
- Ronald M. Nowak: Walker's Mammals of the World. 2 Bände. 6. Auflage. Johns Hopkins University Press, Baltimore MD u. a. 1999, ISBN 0-8018-5789-9.